# Flavius Victor

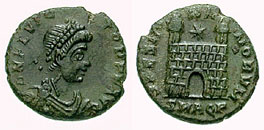
Flavius Victor, auf dieser Münze dargestellt als Hoffnung der Römer (Spes Romanorum)

Flavius Victor († 388) war der Sohn des römischen Kommandeurs Magnus Maximus, der im Frühjahr 383 in Britannien von seinen Truppen zum Kaiser proklamiert wurde.
Als Maximus nach seinem Sieg über Kaiser Gratian als Kaiser im Westen anerkannt wurde, ließ er im Jahr 384 seinen Sohn Victor zum Caesar erheben.
387 versuchte Maximus, seinen Mitkaiser Valentinian II., der in Italien regierte, zu verjagen, und war damit auch zeitweise erfolgreich. Victor wurde zum Augustus befördert und blieb unter der Obhut des Generals Nanninus in Gallien zurück. Das Eingreifen des Ostkaisers Theodosius I. wendete dann aber das Blatt. Maximus wurde 388  zweimal geschlagen und anschließend hingerichtet.
Victor wurde kurze Zeit darauf in Gallien von Arbogast ermordet, den Theodosius mit diesem Auftrag ausgesandt hatte.